# 淡海輕軌
淡海輕軌是台灣新北市營運中的輕軌路線，是新北捷運的一部分，為北台灣首座路面電車系統。路線代號為V，路線代表色為朱紅色。淡海輕軌最早於1992年提出，現採高架、平面混合型式建置，路線主要行經新北市淡水區，分有綠山線及藍海線。
由綠山線及藍海線部分路段組成的淡海輕軌第一階段路網主體工程於2014年11月23日開工，其中綠山線於2018年12月23日通車，藍海線一期則於2020年11月15日通車；由藍海線二期為主的第二階段路網修正計畫於2024年3月28日獲交通部審查通過，預計行政院核定後5年完工。淡海輕軌曾委由高雄捷運公司維修與經營3年（2017年－2020年）。

## 歷史

### 研究與規畫階段
配合淡海新市鎮計畫，台北市政府捷運工程局於1992年11月完成《淡海輕軌可行性研究報告》，否決了自台北捷運淡水線淡水站以高運量大眾捷運系統延伸的構想，而建議以中運量大眾捷運系統型式自紅樹林站將捷運延伸至淡海地區。1999年，台北市政府捷運工程局首度將以中運量大眾捷運系統延伸的構想函送中華民國交通部審查；然而，交通部於2002年指出「以目前政府財政狀況，對編列龐大經費興建供給導向捷運系統之迫切性，尚待研議。建議短期內以加強運用公車接駁營運方式，以密集提供新市鎮與淡水捷運站之旅運服務為優先考量。」而未核定該線的興建。:1-1
直至2005年淡海輕軌的規畫作業才重新展開。2005年6月22日，中華民國內政部召開會議，決議以輕軌運輸系統型式重新推動淡海輕軌，獲得行政院指示全案「依大眾捷運法辦理」。在委託交通部的協助下，行政院經濟建設委員會於2006年指定編列800萬的預算補助交通部高速鐵路工程局辦理淡海輕軌的可行性研究作業，最後於2007年10月完成淡海輕軌可行性研究，而後在2010年獲得行政院核定。:1-1~1-2
在可行性研究核定的過程中，行政院曾多次函示提出意見，包括建議使用不同系統建設且興建型式不定下與原方案間的優劣、淡海輕軌未來的營運機關為何及認為淡海新市鎮的開發應配合同時完成等，交通部高速鐵路工程局則一一答覆認為輕軌運輸系統的方案仍屬最優選項、新北市政府已同意擔任營運主管機關自負盈虧、內政部已進行淡海新市鎮後續開發整體發展計畫研擬等。:1-5~1-6
在行政院核定可行性研究後，交通部高速鐵路工程局隨即於同年展開淡海線的環境影響評估及綜合規畫作業，於2012年獲行政院環境保護署備查環境影響說明書、2013年獲行政院核定綜合規畫。而其中淡海輕軌的正式名稱也自2007年12月的「淡海輕軌延伸線」，於2012年再度更名為「淡海輕軌運輸系統」。:1-2
交通部高速鐵路工程局於淡海輕軌的綜合規畫中，就各方面的需求與民意重新檢核了淡海輕軌的線型與場、站設置。:4-1
在綠山線部分，交通部高速鐵路工程局在綜合規畫中將其分為「捷運紅樹林站至國泰橋（綠I）」、「國泰橋至淡海新市鎮（綠II）」及、「淡海新市鎮（綠III）」等3個路段進行探討:17-2。其中綠I路段就淡海輕軌紅樹林站的設置提出了將紅樹林站設於台北捷運淡水線軌道上方的A案及設於淡水線紅樹林站機車停車場上方的B案，在綜合評估下決定採B案:4-5~4-7；綠II路段就規畫路線提出了行經芝投公路的A案及不行經芝投公路的B案，在綜合評估下決定採B案:4-8~4-17；綠III就建造型式的選擇提出了部分高架的A案及全線高架的B案，在綜合評估下決定採A案:4-18~4-21。
在藍海線部分，交通部高速鐵路工程局在綜合規畫中將其分為「捷運淡水站至淡江大橋（藍I）」、「淡江大橋至淡海新市鎮（藍II）」2個路段進行探討:17-2。其中藍I路段就是否行經淡水老街提出了以單股型式行經淡水老街並繞行中山路的A案及不行經淡水老街，分別以平面單股型式雙向行經中山路的B案、以高架單股型式雙向行經中山路的C案及以高架雙股型式雙向行經中山路的D案，在綜合評估下決定採A案:4-22~4-29；基於民意的反對，藍II路段則在不考慮可行性研究階段方案的路線方面提出行經公司田溪西側的A案及行經淡海路的B案，在綜合評估下決定採B案:4-30~4-34。
考慮民意及人口數據等，交通部高速鐵路工程局在綜合規畫階段於綠山線增設竿蓁林站、淡金鄧公站及新市一路站；根據路線方案的調整於藍海線增設沙崙站及台北海洋大學站；配合機廠土地開發在增設崁頂站的同時將淡海新市鎮站南移:17-3。經過綜合規劃的調整，淡海輕軌的總經費自原先可行性研究階段的新台幣118.7億增長為153.06億:附錄14-1。

### 興建與通車
在行政院核定綜合規畫後，淡海輕軌的第一期路網的主體工程於2014年11月23日正式開工，2017年新北市政府與中鋼公司簽約將淡海輕軌委由高雄捷運公司代維修與經營3年，綠山線部分於2018年12月23日通車、12月24日開始試營運。
淡海輕軌從2019年2月1日起正式收費，2月1日至4月30日票價全面降新臺幣5元，乘客使用電子票證將再享8折優惠，雙北1280定期票均可使用，營運時間也延長從上午6時到晚上12時。與淡海輕軌串聯的淡水公車路線同步從2月1日起推出60分鐘內搭乘淡水地區公車與輕軌雙向轉乘優惠。
2019年3月4日，淡海輕軌開放民眾攜帶自行車搭乘。自行車單程票價是新臺幣50元，並且採人車合併收費，一票到底，不過僅能停放在第二節和第四節車廂的「多功能停放區」，每區限停放2輛自行車，旅客也必須以「車不離身」方式停放。
在2019年4月4日起至4月7日連假期間，淡海輕軌提供全國12歲以下兒童免費搭乘，還可在紅樹林站獲得限量發送2000張的幾米貼紙。
2020年11月15日，藍海線第一期路網（濱海沙崙-漁人碼頭）正式通車，新增三站共2.21公里。
2021年1月31日，新北捷運宣布為了鼓勵更多民眾體驗行動支付，同時歡慶系統導入滿周年，2月1日起至2月28日止，民眾使用各種行動支付搭乘淡海輕軌時，可享票價0元優惠。

## 路線

### 路線圖
已獲得行政院核定的淡海輕軌，第一期路網主要分為綠山線及藍海線兩條路線，全長9.55公里，設置共14站；第二期路網則為藍海線的延伸，長4.44公里，設置6站。綠山線的總長7.4公里，設置7座高架車站及4座平面車站；藍海線與綠山線1.21公里共線，第一、二期總長7.86公里，不含共線段設置9座平面車站。:7-1~7-2:12-23
而除了綠山線及藍海線兩線，淡海輕軌還有往西延伸至八里區為八里線的未來規畫。:4-35

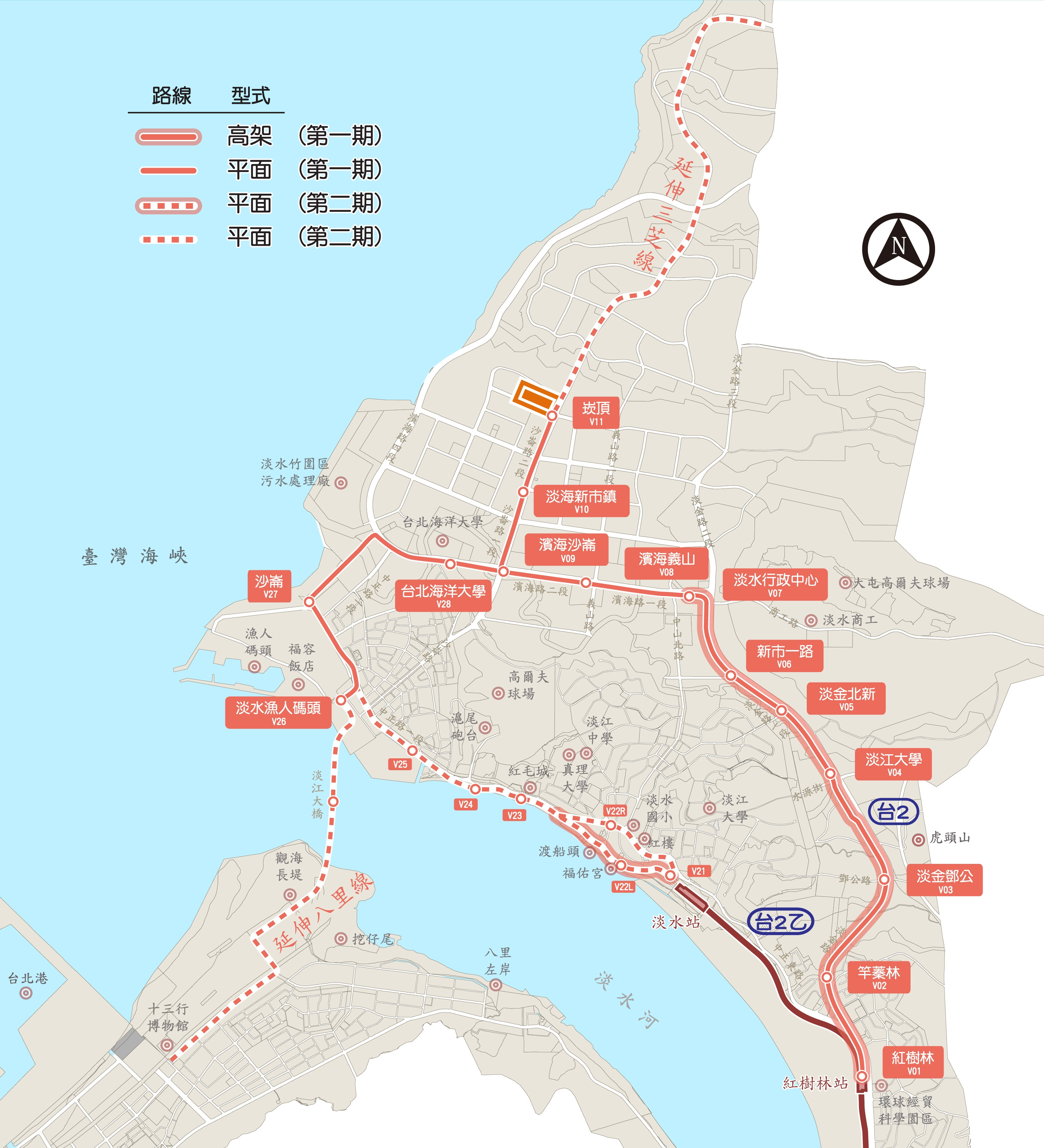
淡海輕軌路網圖

### 綠山線
綠山線起自台北捷運紅樹林站北側的機車停車場上方，一路以高架型式沿台2乙線、淡金公路、金龍橋、濱海路建置，並在中山北路後降為平面，自沙崙路轉往新市六路路口為端點。:7-1

### 藍海線
藍海線起自台2乙線中山路與淡水老街中正路的分隔島，分別循兩路以單股方式建置，並於中正路與文化路交會處併為雙股，一路沿台2乙線西行至觀海路右轉淡海路跨公司田溪，續沿濱海路到濱海沙崙路口，與綠山線銜接共軌:7-1。
藍海線中的V26淡水漁人碼頭站、V27沙崙站、V28台北海洋科技大學為第一期施工路網，於2020年11月15日通車。
藍海線第二期路網包含藍海線淡水站(V21)至淡水漁人碼頭站(V26)，因原定行駛老街規劃遭到反對，改走河岸路線。目前淡海輕軌藍海線第二期修正計畫於2024年3月28日獲交通部審查通過，預計行政院核定後5年完工。

## 車站
| 路線       | 路線 | 路線 | 路線                | 編號         | 名稱                                                    | 名稱 | 站體型式 | 所在地 | 所在地 | 交會路線           |
| 路線       | 路線 | 路線 | 路線                | 編號         | 中文                                                    | 英文 | 站體型式 | 所在地 | 所在地 | 交會路線           |
| ---------- | ---- | ---- | ------------------- | ------------ | ------------------------------------------------------- | ---- | -------- | ------ | ------ | ------------------ |
| V 淡海輕軌 |      |      |                     |              |                                                         |      |          |        |        |                    |
| 綠山線     |      |      |                     | V01          | 紅樹林                                                  |      | 高架     | 新北市 | 淡水區 | 臺北捷運淡水信義線 |
| 綠山線     |      | V02  | 竿蓁林              |              | 不適用                                                  |      | 高架     | 新北市 | 淡水區 |                    |
| 綠山線     |      | V03  | 淡金鄧公            |              | 不適用                                                  |      | 高架     | 新北市 | 淡水區 |                    |
| 綠山線     |      | V04  | 淡江大學            |              | 不適用                                                  |      | 高架     | 新北市 | 淡水區 |                    |
| 綠山線     |      | V05  | 淡金北新 （北投子） |              | 不適用                                                  |      | 高架     | 新北市 | 淡水區 |                    |
| 綠山線     |      | V06  | 新市一路            |              | 不適用                                                  |      | 高架     | 新北市 | 淡水區 |                    |
| 綠山線     |      | V07  | 淡水行政中心        |              | 不適用                                                  |      | 高架     | 新北市 | 淡水區 |                    |
| 綠山線     |      | V08  | 濱海義山            |              | 不適用                                                  | 平面 |          | 新北市 | 淡水區 |                    |
| 綠山線     |      | V09  | 濱海沙崙            |              | 綠山線（紅樹林－崁頂） · 藍海線（紅樹林－淡水漁人碼頭） | 平面 |          | 新北市 | 淡水區 |                    |
| 綠山線     |      |      |                     |              | 綠山線（紅樹林－崁頂） · 藍海線（紅樹林－淡水漁人碼頭） | 平面 |          | 新北市 | 淡水區 |                    |
| 綠山線     |      |      |                     | V10          | 淡海新市鎮                                              | 平面 |          | 新北市 | 淡水區 | 不適用             |
| 綠山線     |      | V11  | 崁頂                |              |                                                         | 平面 |          | 新北市 | 淡水區 | 不適用             |
| 藍海線     |      |      | V28                 | 臺北海洋大學 |                                                         | 平面 |          | 新北市 | 淡水區 | 不適用             |
| 藍海線     |      | V27  | 沙崙                |              |                                                         | 平面 |          | 新北市 | 淡水區 | 不適用             |
| 藍海線     |      | V26  | 淡水漁人碼頭        |              |                                                         | 平面 |          | 新北市 | 淡水區 | 不適用             |
| 藍海線     |      | V25  | 未                  | 未           | 八里輕軌                                                | 平面 |          | 新北市 | 淡水區 |                    |
| 藍海線     |      | V24  | 未                  | 未           | 不適用                                                  | 平面 |          | 新北市 | 淡水區 |                    |
| 藍海線     | V23  |      | 未                  | 未           | 不適用                                                  | 平面 |          | 新北市 | 淡水區 |                    |
| 藍海線     | V22  |      | 未                  | 未           | 不適用                                                  | 平面 |          | 新北市 | 淡水區 |                    |
| 藍海線     |      | V21  | 淡水                |              | 臺北捷運淡水信義線                                      | 平面 |          | 新北市 | 淡水區 |                    |

## 車輛
淡海輕軌所採用的電聯車又稱為「行武者號」，是一款動力分散式電聯車，第一階段預計生產15列，首列列車於2016年底出廠，所有列車預計於2017年中完成生產並於2018年隨淡海輕軌通車而投入使用。
淡海輕軌電聯車的生產被認為是台灣邁向「國車國造」的重要里程碑之一，其技術由德國福伊特進行設計技術支援，並由台灣車輛承造。
| 淡海輕軌電聯車 |      |                |      |          |                |          |          |            |                |          |
| 型號           | 圖片 | 製造年份       | 總數 | 製造廠商 | 編組           | 設計極速 | 營運極速 | 座位（列） | 極限容量（列） | 主要顏色 |
| 淡海輕軌電聯車 |      | 2016年－2017年 | 75輛 | 台灣車輛 | 5輛1列，共15列 | 80km/H   | 70km/H   | 62席       | 265人          | 水藍色   |

## 服務
由於淡水區的外國旅客眾多，以及國內的新住民人口增加，淡海輕軌的售票機規劃設置中文、英文、日文、韓文、馬來文、印尼文、越南文、泰文、德文與法文等10國語音。配合目前電子票證環境蓬勃發展及旅客用卡習慣改變，刷卡機也可支援多達8種電子票證，因應未來需求。
- 淡海輕軌電聯車內部
- 淡海輕軌紅樹林站月台
- 淡海輕軌讀卡機異常
- 淡海輕軌行駛於高架

## 公共藝術
綠山線（紅樹林站-崁頂站）月台皆設有與國際知名插畫家幾米合作量身訂做之「閉上眼睛一下下」系列作品。
藍海線第一階段（台北海洋大學站-淡水漁人碼頭站）因路線行經清法戰爭滬尾古戰場城岸遺跡，三站站體及擋風玻璃皆設有融入清法戰爭滬尾之役意象之浮雕、雕塑及插畫。

## 工程進度
淡海輕軌運輸系統計畫第一期統包工程（綠山線及藍海線第一期），截至2020年9月底已辦理辦理履勘作業，其中綠山線已於2018年12月完工通車，藍海線一期則於2020年11月完工通車。

## 事故
- 2018年12月24日，上午11點45分於淡金鄧公站的106號列車，出現車門無法開啟之異常訊號，導致輕軌所有列車全部暫停行駛，直到下午12點26分才完成故障排除[39]。
- 2018年12月27日，下午4點一列車行經淡海新市鎮（V10）至崁頂站（V11）時，因路樹橫倒軌道，列車無法前進，半小時才排除，導致區間停駛半小時，也連帶影響各站發車，雙向於4點30分恢復正常營運[40]。
- 2019年1月19日，下午5時17分發生列車延誤事件，許多乘客表示「等半小時後被趕下車」、「排隊等很久」。對此，新北捷運公司表示，103列車於V09濱海沙崙站出現集電弓無法自動降弓的異常情形，因異常狀況無法立即排除，隨即清車並啟動局部運轉與單線雙向營運，並以公車接駁方式疏運乘客，班距調整為20至30分鐘一班車，晚間7時24分完成拖救作業[41]。
- 2019年5月17日，凌晨4點多，淡海輕軌濱海沙崙站(V09)的月台，被民眾發現一輛廂型車，闖進來還停在軌道上面至少30分鐘，後來發現原來他們是一群大學生劇組，當天因為下大雨才會停進來避雨，以為沒在營運就可以開進來，當場就開罰新臺幣1,500元[42][43]。
- 2019年6月29日，深夜0時許，輕軌列車在路口遭到左轉的計程車撞上；經新北市政府警察局淡水分局警察同仁到現場查看，整起事故並未有傷者，初步研判，當時的號誌是綠燈直行，計程車司機卻疑似違規左轉才會發生車禍，但詳細情況還要再調查釐清[44]。事後新北捷運公司進行車輛檢修，將向肇事司機追償，一輛輕軌列車造價約新臺幣1億元，雖然只有側邊擦撞，但車輛零件與外觀受損，總計修復費用共新臺幣40萬元，先由保險公司理賠，再向肇事的計程車司機求償[45]。

## 外部連結
- 新北大眾捷運股份有限公司 （页面存档备份，存于）
- 新北市政府捷運工程局 （页面存档备份，存于）
- 淡海輕軌 新北市政府捷運工程局 （页面存档备份，存于）
- OPEN!三環三線 淡海輕軌第一期 （页面存档备份，存于）
- 八里輕軌 （页面存档备份，存于）
- 淡海輕軌運輸系統第1期統包工程 中国鋼鉄 （页面存档备份，存于）
- 淡海輕軌 x 新北捷運的Facebook專頁